# صيداء (سمك)
صَيْدَاء (الاسم العلمي: Callionymus)،جنس أسماك بحرية من أسماك الصيداء توجد في الغالب في المحيطين الهندي والهادئ مع وجود عدد قليل من الأنواع في المحيط الأطلسي. يشمل الجنس 110 نوع معترف به.